# Ligne Toyotetsu Atsumi

Plan de la ligne Atsumi

La ligne Atsumi (渥美線, Atsumi-sen) est une ligne ferroviaire de la compagnie Toyohashi Railroad (Toyotetsu) située dans la préfecture d'Aichi au Japon. Elle relie la gare de Shin-Toyohashi à Toyohashi et la gare de Mikawa Tahara à Tahara.

## Histoire
La ligne est ouverte en 1924 entre Takashi et Toshima par la compagnie Atsumi Electric Railway (渥美電鉄, Atsumi Dentetsu). Elle est ensuite prolongée graduellement jusqu'en 1927. Elle prend le nom de ligne Atsumi en 1940 lors de la fusion de la compagnie avec Nagoya Railroad (Meitetsu). En 1954, la portion entre Shin-Toyohashi et Mikawa Tahara est transférée à Toyohashi Railroad (Toyotetsu) tandis que la portion entre Mikawa Tahara et Kurokawabara est fermée.

## Caractéristiques
- écartement des voies : 1 067 mm
- nombre de voies : 1
- électrification : courant continu 1 500 V par caténaire

## Services et interconnexions
La ligne est desservie uniquement par des trains locaux (omnibus).

## Gares
| Gare            | Nom japonais | Distance (km) | Correspondances                                                                      | Localisation | Localisation       |
| --------------- | ------------ | ------------- | ------------------------------------------------------------------------------------ | ------------ | ------------------ |
| Shin-Toyohashi  | 新豊橋       | 0             | JR Central : Shinkansen Tōkaidō, Tōkaidō, Iida Meitetsu : Nagoya Toyotetsu : Azumada | Toyohashi    | Préfecture d'Aichi |
| Yagyubashi      | 柳生橋       | 1,0           |                                                                                      | Toyohashi    | Préfecture d'Aichi |
| Koike           | 小池         | 1,7           |                                                                                      | Toyohashi    | Préfecture d'Aichi |
| Aichidaigakumae | 愛知大学前   | 2,5           |                                                                                      | Toyohashi    | Préfecture d'Aichi |
| Minamisakae     | 南栄         | 3,2           |                                                                                      | Toyohashi    | Préfecture d'Aichi |
| Takashi         | 高師         | 4,3           |                                                                                      | Toyohashi    | Préfecture d'Aichi |
| Ashihara        | 芦原         | 5,3           |                                                                                      | Toyohashi    | Préfecture d'Aichi |
| Ueta            | 植田         | 6,3           |                                                                                      | Toyohashi    | Préfecture d'Aichi |
| Mukougaoka      | 向ヶ丘       | 7,1           |                                                                                      | Toyohashi    | Préfecture d'Aichi |
| Oshimizu        | 大清水       | 8,5           |                                                                                      | Toyohashi    | Préfecture d'Aichi |
| Oitsu           | 老津         | 10,7          |                                                                                      | Toyohashi    | Préfecture d'Aichi |
| Sugiyama        | 杉山         | 12,7          |                                                                                      | Toyohashi    | Préfecture d'Aichi |
| Yagumadai       | やぐま台     | 14,0          |                                                                                      | Tahara       | Préfecture d'Aichi |
| Toshima         | 豊島         | 15,6          |                                                                                      | Tahara       | Préfecture d'Aichi |
| Kanbe (ja)      | 神戸         | 17,1          |                                                                                      | Tahara       | Préfecture d'Aichi |
| Mikawa Tahara   | 三河田原     | 18,0          |                                                                                      | Tahara       | Préfecture d'Aichi |

## Matériel roulant
Les trains utilisés sont des automotrices de série 1800. Ce sont des anciens trains transformés de série 7200 de la compagnie Tōkyū.

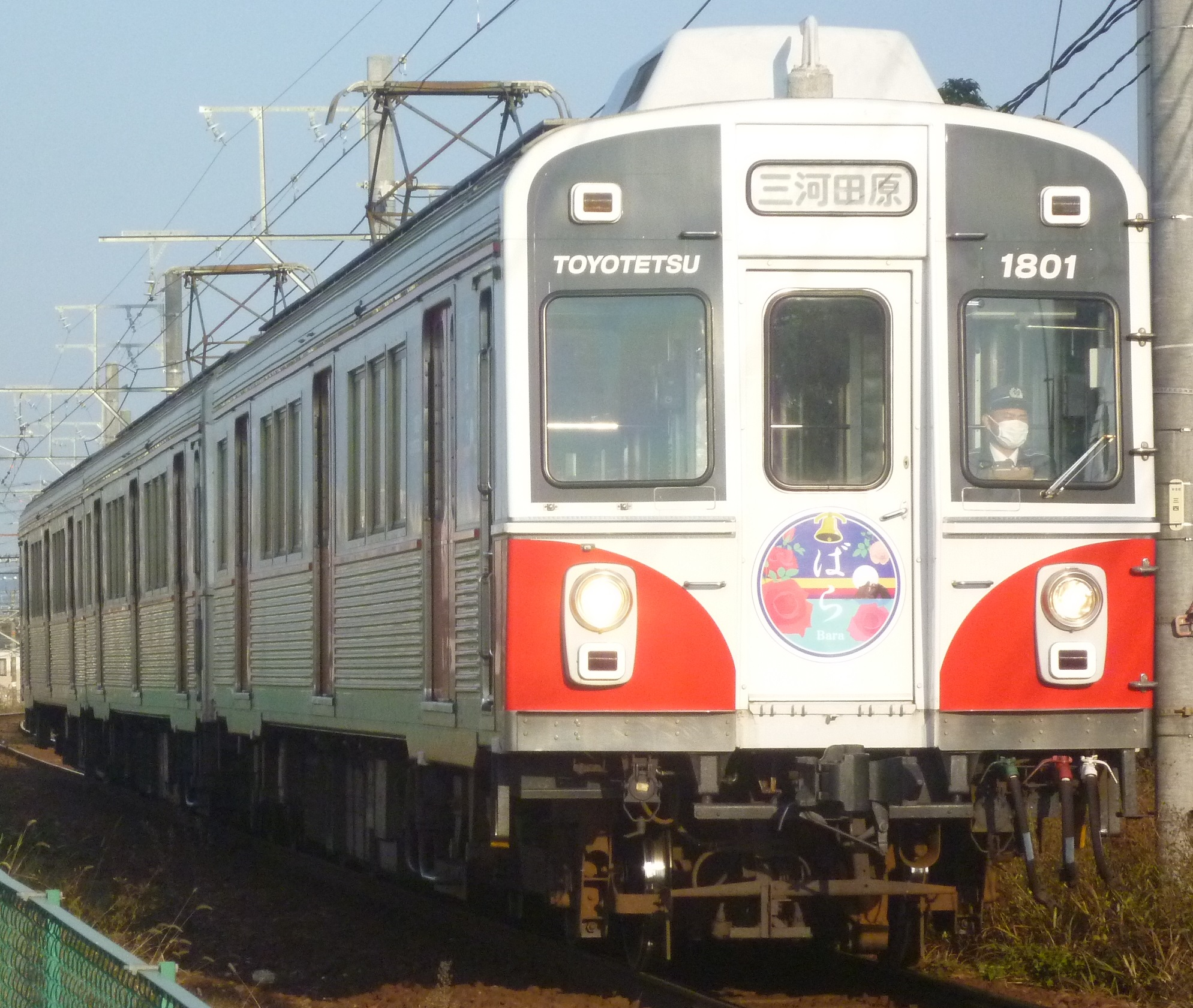
Toyotetsu série 1800